# Retilaskeya emersonii
Cerithiopsis emersonii là một loài ốc biển, động vật chân bụng trong họ Cerithiopsidae, được tìm thấy ở tây bắc Đại Tây Dương. Nó được mô tả bởi C.B. Adams năm 1839.